# Aëlla
Aëlla (altgriechisch Ἄελλα Áella, deutsch ‚Sturmwind‘) ist eine Amazone der griechischen Mythologie, die als Kriegerin während der neunten Arbeit des Herakles erwähnt wird, bei dem Herakles den Gürtel der Königin Hippolyte beschaffen sollte. Diodor betont ihre außergewöhnliche Schnelligkeit und erwähnt, dass sie die erste Amazone war, die Herakles im Kampf entgegentrat.

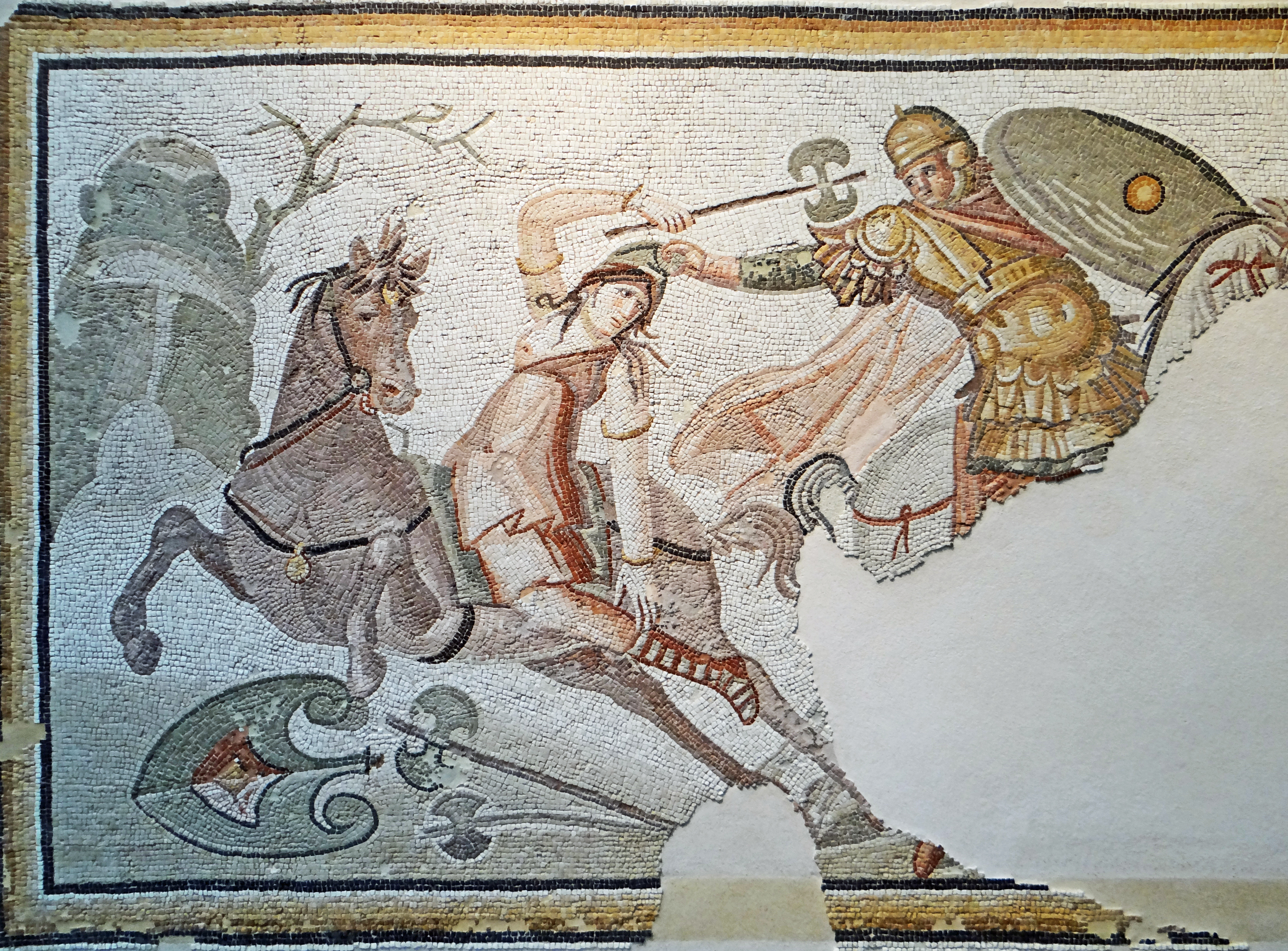
Ein Hippeis-Reiter ergreift eine berittene Amazone, die mit einer Labrys bewaffnet ist, an ihrer phrygischen Mütze. Dieses römische Mosaik aus dem 4. Jahrhundert n. Chr., aus Daphne bei Antiochia am Orontes (heute Antakya in der Türkei), befindet sich im Louvre in Paris.

## Familie
Die Amazonen, Töchter des Kriegsgottes Ares und der Nymphe Harmonia, waren bekannt als tapfere und unabhängige Kriegerinnen. Sie wurden oft als in der Region um das Schwarze Meer lebend dargestellt, obwohl der genaue Standort ihres Heimatlandes in verschiedenen Überlieferungen variiert. Einige antike Schriftsteller verorten die Amazonen nahe dem Fluss Thermodon im heutigen Anatolien, während andere Skythien oder Libyen nennen.

## Mythologie
Herakles’ neunte Arbeit, die ihm von Eurystheus aufgetragen wurde, bestand darin, den Gürtel der Königin Hippolyte für dessen Tochter Admete zu beschaffen. Herakles segelte ins Land der Amazonen und wurde zunächst von Hippolyte freundlich empfangen, die seine Heldentaten bewunderte. Doch Hera, verkleidet, hetzte die Amazonen gegen Herakles auf, was zu einer Schlacht führte. Aëlla, deren Name „Wirbelwind“ bedeutet, war die erste, die Herakles angriff. Trotz ihrer Tapferkeit wurde Aëlla von Herakles, der das Nemeische Löwenfell trug, besiegt und getötet, ebenso wie andere Amazonen.

## Erwähnungen in antiker Literatur
Aëlla wird von Diodor in seiner Bibliotheke (Bibliotheca historica) 4.16.3 erwähnt. Er berichtet, dass sie aufgrund ihrer Schnelligkeit diesen Namen erhielt und die erste Amazone war, die Herakles im Kampf entgegentrat, aber von ihm besiegt wurde.

## Vermächtnis
Die Geschichte von Aëlla ist eine von vielen, die die Tapferkeit und das Können der Amazonen illustrieren, deren kriegerische Fähigkeiten zu Symbolen für mutige Weiblichkeit und Stärke geworden sind. Sie inspirieren weiterhin Darstellungen in Literatur, Kunst und Popkultur und dienen als kraftvolle Repräsentationen unabhängiger Kriegerinnen.